# Pacific Southwest Airlines-vlucht 1771
Pacific Southwest Airlines-vlucht 1771 was een commerciële vlucht op 7 december 1987 die vertrok van de Internationale luchthaven van Los Angeles met als bedoelde eindbestemming de Internationale luchthaven van San Francisco, echter stortte het vliegtuig neer nabij de Californische stad Cayucos.
De veroorzaker van de vliegramp was David Burke, een ontslagen medewerker van USAir.

## Verloop van het ongeval
USAir (de eigenaar van Pacific Southwest Airlines) had kort voor het ongeval David Burke ontslagen wegens diefstal van $ 69, daarnaast werd hij verdacht voor meerdere misdrijven, echter was daar geen bewijs voor geleverd. Burke had na zijn ontslag een gesprek met Raymond F. Thomson, zijn begeleider, Burke verzocht hem tevergeefs om het ongedaan maken van zijn ontslag. Hierop kocht Burke een ticket voor vlucht 1771, een vluchtroute die Thomson vaak aflegde.
Burke slaagde erin om een geleende .44 Magnum revolver te smokkelen naar het vliegtuig. Eenmaal opgestegen schreef Burke het volgende op een papieren zak die hij gaf aan Thomson:

Hi Ray. I think it's sort of ironical that we ended up like this. I asked for some leniency for my family. Remember? Well, I got none and you'll get none.

Toen het vliegtuig, een British Aerospace BAe146, eenmaal zijn kruishoogte had bereikt van 22.000 voet (6700 meter) boven de kust van Californië, vroegen de piloten informatie aan over de aanhoudende turbulentie. Kort daarna waren er twee luide schoten te horen, later werd bekend dat de eerste twee schoten waarschijnlijk op Thomson waren gericht. Kort na het afvuren van de schoten kwam een vrouw, hoogstwaarschijnlijk een stewardess, de cockpit binnen en riep "We have a problem!", waarop de gezagvoerder antwoordde met "What kind of problem?". Al voordat de stewardess de gezagvoerder kon antwoorden kwam Burke binnen en antwoordde "I'm the problem", waarna hij 3 schoten afvuurde waarmee hij de bemanningsleden doodde. Daarna duwde Burke de stuurknuppel naar beneden waardoor het vliegtuig met hoge snelheid naar beneden viel.
Na de moord van drie bemanningsleden werd er nog één schot afgevuurd, onzeker is op wie het schot werd afgevuurd of dat Burke zelfmoord pleegde. Op 16:16 (lokale tijd) maakte het vliegtuig contact met de grond, het vliegtuig viel sneller dan de geluidsbarrière naar beneden, namelijk met 1240 kilometer per uur.

## David Burke

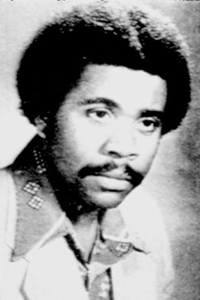
David Burke

David Burke (18 mei 1952 - 7 december 1987) woonde eerst in Engeland met zijn Jamaicaanse ouders, later emigreerde het gezin naar de Verenigde Staten.
Eerder werkte hij voor een luchtvaartmaatschappij in Rochester, New York, daar werd hij verdacht van drugssmokkel, echter werd hij nooit officieel aangeklaagd en kon in San Francisco weer aan de slag.
Burke had zeven kinderen, maar is nooit getrouwd geweest.